# اورنلا ویشتیتسا
اورنلا ویشتیتسا (بوسنیایی: Ornela Vištica؛ زادهٔ ۱۸ سپتامبر ۱۹۸۹) بازیگر، و مدل اهل بوسنی و هرزگوین است. وی از سال ۲۰۱۱ میلادی تاکنون مشغول فعالیت بوده‌است.